# Cantón de La Valette-du-Var
El cantón de La Valette-du-Var era una división administrativa francesa, que estaba situada en el departamento de Var y la región de Provenza-Alpes-Costa Azul.

## Composición
El cantón estaba formado por dos comunas:
- La Valette-du-Var
- Le Revest-les-Eaux

## Supresión del cantón de La Valette-du-Var
En aplicación del Decreto nº 2014-270 de 27 de febrero de 2014, el cantón de La Valette-du-Var fue suprimido el 22 de marzo de 2015 y sus 2 comunas pasaron a formar parte del nuevo cantón de Tolón-3.